# Raffael
Raffael, właśc. Raffael Caetano de Araújo (ur. 28 marca 1985 w Fortalezie) – brazylijski piłkarz występujący na pozycji pomocnika. Od 2013 roku jest zawodnikiem Borussii Mönchengladbach.

## Kariera piłkarska
Raffael karierę rozpoczynał w 1997 roku w klubie Vitória Bahia. W tym samym roku przeszedł do juniorów futsalowej ekipy AABB & Sumov. W 2001 roku powrócił do piłki nożnej, a konkretnie do juniorów CA Juventus. W 2003 roku trafił do szwajcarskiego FC Chiasso z Challenge League. Spędził tam 2 lata.
W 2005 roku Raffael został wypożyczony do pierwszoligowego FC Zürich. W ekstraklasie zadebiutował 16 lipca 2005 roku w wygranym 3:1 pojedynku z FC Sankt Gallen. 24 lipca 2005 roku w wygranym 4:2 spotkaniu z Grasshoppers Zurych strzelił pierwszego gola w Axpo Super League. W 2006 roku zdobył z zespołem mistrzostwo Szwajcarii. W tym samym roku został wykupiony przez Zürich z Chiasso. W 2007 roku ponownie zdobył z klubem mistrzostwo Szwajcarii.
W styczniu 2008 roku Raffael podpisał kontrakt z niemiecką Herthą Berlin, a kwota jego transferu wyniosła 4,3 miliona euro. W Bundeslidze zadebiutował 2 lutego 2008 roku w przegranym 0:3 meczu z Eintrachtem Frankfurt. 9 lutego 2008 roku w wygranym 3:1 pojedynku ze Stuttgartem zdobył pierwszą bramkę w Bundeslidze. W 2010 roku spadł z klubem do 2. Bundesligi.
27 lipca 2012 roku podpisał 4-letni kontrakt z ukraińskim Dynamem Kijów. 14 stycznia 2013 roku został wypożyczony do FC Schalke 04 z prawem wykupu. 20 czerwca 2013 Borussia Mönchengladbach wykupiła transfer piłkarza.

## Sukcesy i odznaczenia

### Sukcesy klubowe
- mistrz Szwajcarii: 2006, 2007

### Sukcesy indywidualne
- najlepszy piłkarz obcokrajowiec Mistrzostw Szwajcarii: 2007